# Monte Rantemario
Il monte Rantemario (in indonesiano Bulu Rantemario o anche Gunung Latimojong) è una montagna dell'Indonesia di 3.478 metri, cima più alta dell'isola di Sulawesi.